# Gurobi
Gurobi je komerční software pro řešení rozsáhlých úloh lineárního programování, který spadá do kategorie tzv. řešičů. Program podporuje i řešení smíšeně celočíselných úloh. Název Gurobi vznikl spojením počátečních písmen jeho tvůrců Zonghao Gua, Edwarda Rothberga a Roberta Bixbyho. Bixby je mj. zakladatelem optimalizačního řešitele pro lineární úlohy nazvaného CPLEX a Gu s Rothbergem vedli vývoj CPLEXu téměř 10 let.
Gurobi byl od svého počátku programován tak, aby využíval výhod procesorů o více jádrech. Gurobi je při řešení smíšeně celočíselných úloh srovnatelný s výkonem již zavedených řešitelů: Ve srovnání s CPLEX, "Gurobi řeší smíšené celočíselné úlohy rychleji na jedno-procesorových PC..., Gurobi umí dobře paralelně rozložit úlohy..., celkový čas řešení je s Gurobi menší... a Gurobi je velmi dobrý v hledání přípustných celočíselných řešení."
Gurobi obsahuje také prostředí pro tvoření skriptů v jazyce Python.
Ve srovnání s jinými optimalizačními softwary, cena řešitele Gurobi nezáleží na počtu procesorů PC, na kterém bude provozováno. 